# 1961年のテレビ (日本)
1961年のテレビ（1961ねんのテレビ）では、1961年（昭和36年）の日本におけるテレビジョン放送全般の動向についてまとめる。

## 主なできごと
8月1日、東京放送が略称「TBS」のロゴマークを筆記体  に改める（1991年9月まで使用）。
- 更に表記を「東京テレビ」から「TBSテレビ」に改める。
- 10月12日には、TBSの新社屋（赤坂メディアビル）が完成（1994年10月にTBS放送センターへ移転し運用終了、解体）。
- 12月1日には、社名呼称をTBSに統一する（公用文等を除き、原則「東京放送」を使用しない）。

前年、ラジオ東京が東京放送（TBS)に社名を変更したのを受け、この年、地方局11社が同様の社名変更を実施。
何れも、「ラジオ〇〇」を「〇〇放送」に変更。但し、秋田県の「ラジオ東北」については、「秋田放送」に社名を変更した。（「#商号変更」の項を参照）
NHK教育テレビが、広島・富山・高知・青森の各局で開局、放送を開始。
毎日放送が千里丘陵に放送機能移転、千里丘放送センターが稼働を開始。
1990年9月に大阪市北区茶屋町の社屋に移転するまで、放送センターの役割を果たした。
テレビ番組
- NHK総合、4月から「朝の連続テレビ小説」（第1作は『娘と私』）と『みんなのうた』が放送開始（2025年5月現在も継続中）。前者はそのパイロット版として、正月3が日の22時台に『伊豆の踊子』を放送（後述）。
- 上記の他、以下のレギュラー番組が放送を開始。この年は後に長寿番組になったのが数多く開始している。
  - 日本テレビ:『シャボン玉ホリデー』、『健康増進時代』
  - TBS:『七人の刑事』
  - フジテレビ:『キンカン素人民謡名人戦』、『ズバリ!当てましょう』
  - NET:『特別機動捜査隊』

民放関係
テレビCMの急増により、広告収入総額が2000億円を突破。

## 番組関係のできごと
1月
- 1～3日 - NHK総合、後に朝の連続テレビ小説のパイロット版と呼ばれる様になる、連続テレビ小説『伊豆の踊子』を、22時15分から25分間に渡り、3日間に渡って放送（原作:川端康成、脚色:篠崎博、出演:山本勝・小林千登勢 ほか）。[1][2][3][4][5]
- 6～8日 - NHK総合、『第1回 NHK杯全国選抜アイスホッケー大会』を、札幌・中島球場特設リンクから中継。[1]
- 8日 - 日本テレビ、この日の大相撲初場所中継の初日から、日本の大相撲中継では初のカラー放送を開始（当初は蔵前国技館からの中継のみカラー）。[1][6]
- 9日 - いずれもフジテレビ
  - 平日14時枠に、東京タワーのサテライトスタジオから放送する日替わりバラエティ番組『タワーバラエティ』を開始。1969年4月1日からは帯番組に変更、その後『スーパーバラエティ』と改題し、1972年3月31日まで継続。
  - 平日15時から1時間半、映画番組『テレビ名画座』放送開始（ - 1968年3月29日）。[1]
- 14日 - NHK総合、劇場中継「恋染め伝八」（於:浅草常盤座）にて、劇場中継では初のカラー放送（東京のみ[注 1]）を行う。[1][7]
- 29日 - NHK総合、『第1回NHK杯ラグビー』を、秩父宮ラグビー場から実況中継。[1][8]

2月
- 5日 - TBS系、『さくらサンデースコープ』にて、TBSが招聘し同年元旦に初来日した米のジャズ・ドラマー、アート・ブレイキーと彼の率いるジャズメッセンジャーズ[注 2]が、自社のGスタジオにて収録した『アート・ブレイキー・ショー』を放送。[9][10]
- 14日 - フジテレビで視聴者参加型の歌謡番組『キンカン素人民謡名人戦』が放送開始（金冠堂一社提供）。1993年5月29日まで32年4ヶ月続く長寿番組となる。なお当初は、前述の『タワーバラエティ』の火曜日版の放送だった。

3月
- 4日 - TBS、映画番組『週末名画劇場』放送開始。毎週土曜の23時15分から1時間25分間の放送で、テレビ深夜放送の初めとなる。[1]
- 21日 - NHK総合、東京という大都市を様々な形でレポート中継する番組『大東京拝見 ―空から，陸から，海から―』放送。ヘリコプター（ヘリ専用カメラ初使用）・海上・陸上（4か所）から多元中継を行う。[1][11]
- 28日 - NHK総合、1月に米大統領に就任したばかりのジョン・F・ケネディ大統領（当時）に、NHKが単独会見をした特別番組『ケネディ米大統領と会見』放送。[1][12]

4月
- 2日 - 朝日放送・TBS系（当時）、コメディー『スチャラカ社員』放送開始（ - 1967年4月30日。脚本:香川登志緒、演出:澤田隆治、出演:中田ダイマル・ラケット、ミヤコ蝶々、藤田まこと ほか。小野薬品一社提供）。[1][13]
- 3日 - NHKが番組改定。[1]
  - 総合テレビは放送時間増・報道番組を充実強化、1日のニュースを6回から10回に増強。[1]
    - 朝の連続テレビ小説が放送開始[1]（2025年5月現在も継続中）。第1作は獅子文六原作の『娘と私』（ - 1962年3月）で、当時は月〜金曜の毎朝8時40分から（再放送は13時から）20分間の放送だった[注 3]。
    - 子ども向け音楽番組『みんなのうた』放送開始[1]（2025年5月現在も継続中）。
    - 小児マヒ（ポリオ）撲滅キャンペーン番組放送を開始（9月30日まで）。この日は『あすへの歩み- 小児マヒとたたかう』が放送。[1]
- 5日 - NHK総合、紀行番組『日本縦断』放送開始（ - 1962年7月9日、翌週16日から『続日本縦断』に改題、更に1963年10月7日は『新日本紀行』に改題し、1982年3月10日まで続く長寿番組となる）。[1]
- 7日
  - NHK総合、『海外取材番組』で「北米大陸を行く」が放送開始（ - 7月14日、全15回）。[1]
  - TBS、日本の映画番組『名作邦画アワー』放送開始。当時は「六社協定」があったことから、これに参加している映画会社の邦画が放送できなかった為、それとは別の独立プロの映画を放送した。[1]
- 8日 - いずれもNHK総合
  - 生放送のバラエティ番組『夢であいましょう』放送開始（ - 1966年4月2日。作:永六輔、音楽:中村八大、演出:末盛憲彦、出演:中嶋弘子・三木のり平・黒柳徹子・渥美清 ほか）[1]。番組内では毎月1曲、永六輔作詞・中村八大作曲による「今月のうた」が作られ、ここからは坂本九「上を向いて歩こう」（後述）、梓みちよ「こんにちは赤ちゃん」、ジェリー藤尾「遠くへ行きたい」等、一般に幅広く浸透し後世にも語り継がれる歌も誕生する。
  - スポーツ指導番組『テレビスポーツ教室』放送開始[1]。後に教育テレビへ移行し、2017年4月2日まで続く長寿番組となった。
- 9日 - NHK総合、生放送によるミュージカル風なテレビドラマ『若い季節』放送開始（ -1964年12月27日。作:小野田勇、演出:岡崎栄、出演:淡路恵子・有島一郎・水谷良重・坂本九 ほか）。[1]
- 12～13日 - NHK総合、ソ連初の有人宇宙船「ボストーク1号」打ち上げで特別番組編成。[1]
- 13日 - NHK札幌放送局、総合テレビのローカル番組にて、小児マヒ後遺症患者向けの番組『テレビ整肢学校』放送開始（ - 1963年3月28日）。[1]

5月
- 1日 - フジテレビ、初の国産テレビアニメによる平日の1分間番組『インスタント・ヒストリー』放送開始（ - 1962年2月21日。おとぎプロダクション制作）。[1]
- 3日 - NHK総合、内閣総理大臣で自由民主党総裁の池田勇人、日本社会党委員長の河上丈太郎、民主社会党（民社党の前身）委員長の西尾末広の3党首によるテレビ座談会を、特別番組『三党首座談会』として放送。[1][14]
- 7日 - TBS系、TBS創立10周年記念として、初来日中の米のジャズ・カルテット、モダン・ジャズ・カルテットを自社のCスタジオに招いた記念番組『モダン・ジャズ・カルテット・コンサート』放送。[15][10]
- 14日 - TBS系、初来日中の米のジャズ・ヴォーカリスト兼ピアニストであるナット・キング・コールを自社のCスタジオに招いて収録した特別番組『ナット・キング・コール・ショー』放送。番組内では、「モナ・リサ」、「スターダスト」、「トゥー・ヤング」など、彼の歌として広く知られたナンバーや、「枯葉」では日本語を交えて歌うシーンもあったり、ピアノの生演奏も披露した。[16]
- 16日
  - NHK総合、韓国で軍事クーデターが発生（通称:「5・16軍事クーデター」）。これを受け、特別番組『韓国のクーデター』を放送。[1][17]
  - NET系、米ABC放映のテレビ映画『アンタッチャブル』放送開始（ - 1962年6月6日。出演:ロバート・スタック ほか）。[1]

6月
- 3日 - NHK総合、衆議院本会議の「政治的暴力行為防止法 (政防法) 案」の強行採決の模様を、「東京六大学野球春季リーグ戦実況 早稲田大学 対 慶応義塾大学」の放送[18]を中断し、臨時実況中継。[1]
- 4日 - 日本テレビ系でハナ肇とクレージーキャッツやザ・ピーナッツなどの出演によるカラー放送の音楽バラエティ番組『シャボン玉ホリデー』が放送開始（牛乳石鹸一社提供）。クレージーメンバーのコントが人気を集め、1972年10月1日まで足かけ12年続く[注 4]。[1]
- 20日 - NHKに続き、民放テレビもこの日から小児マヒ（ポリオ）撲滅キャンペーン番組を展開し始める。[1]
  - この日は、日本テレビが『小児マヒに勝った!』を放送。[1]
- 24日 - TBS、小児マヒ関連の番組『生ワクチンをよこせ』放送。[1]
- 28日 - NHK総合、小児マヒに関するレギュラーミニ番組『小児マヒ情報』放送開始（ - 8月30日）。[1][19]

7月
- 11日 - NHK総合、北海道根室ノサップ岬沖で、ソ連監視船にだ捕される日本漁船の模様をニュース放送。[1]
- 月内 - 九州・北海道の各民放局が、先月のキー局に続き、小児マヒ関連の番組を放送する。[1]

8月
- 1〜31日 - 日本教育テレビ（後のテレビ朝日。以下「NET」と記す）で夏休み朝の特別編成（関東ローカル）として、『七色仮面』と『アラーの使者』を月 - 土10:45 - 11:45枠で再放送。以後1986年まで四半世紀に渡って夏休み朝に放送され、「夏の風物詩」となるアニメ・ドラマ再放送枠『夏休みまんが大会』（時期によって別名称有り。後述）が始まる。
- 4日 - NHK総合、『海外取材番組』で「ソビエトを行く」が放送開始（ - 10月6日、全10回）。[1]
- 5日
  - フジテレビ系で、視聴者参加型クイズ番組『ズバリ!当てましょう』（第1期。松下電器産業（後のパナソニック）一社提供）が放送開始（1972年2月12日に一旦終了、1975年10月4日から1982年3月27日まで第2期が放送された）。
  - 日本テレビで日本医師会提供による医療と健康の情報番組『健康増進時代』が放送開始（ - 1995年3月31日[注 5]）。
- 8日 - 「松川事件」に於ける仙台高等裁判所での差し戻し審で、この日の判決公判で被告人全員に無罪判決が下される。これを受け、NHK総合・東北放送（TBC）が、判決実況（TBCは、JNN・TBS系で全国ネット）を始め、様々な特別番組を編成。[1][20][21]
- 11日 - 朝日放送、この日から開催された『第43回全国高等学校野球選手権大会』の放送で、番組の前後のみCMを入れる放送を行う。[13][22]
- 17日 - NHK総合、初来日中のソ連のアナスタス・ミコヤン副首相を迎えての特別番組『ソ連のミコヤン副首相を迎えて』を放送。[1]
- 19日 - NHK総合、『夢であいましょう』で、坂本九の「上を向いて歩こう」が初放送[1]。後に同番組の同年10月・11月の「今月のうた」として発表、同年10月15日にレコードが発売されると爆発的なヒットとなり、翌月から3か月にわたり週間ヒットチャートの1位を独走。1963年には米で「SUKIYAKI」という題名で発売され。全米週間ヒットチャート第1位を記録する程の歴史かつ伝説的大ヒットを記録。世界的な日本の歌として幅広く浸透する（同曲の項目も参照）。

9月
- 11～21日 - NHK総合、この期間に「総合キャンペーン - としよりの幸福のために」を実施。ラジオ第1と共に、関連特別番組を編成。[1]
- 18日 - NHK総合、NHKが招聘し前日来日した、小児マヒ生ワクチンの開発者アルバート・セービンの東京・産経ホールでの講演会『小児マヒ絶滅へのあゆみ』を、ラジオ第2放送と同時に中継[23]。彼は来日中、全国4か所で講演した。[1]
- 25日 - この日から、TBS『お好み映画館』、フジテレビ『奥さま映画劇場』（ - 1965年4月25日）と、日曜を除く朝の時間帯に2本の邦画放送番組が開始。[1]
- 28日 - NHK、この日から総合・教育両テレビにて、「NHKイタリア歌劇団 第3次公演」の模様を、東京文化会館から随時放送[1][24]。この日は、ジョルダーノ作曲 歌劇「アンドレア・シェニエ」が放送された[25]。

10月
- 4日 - TBS系、ドラマ『七人の刑事』放送開始（ - 1969年4月28日。脚本:早坂暁ほか、出演:堀雄二・芦田伸介・菅原謙次 ほか）。後に民放のドラマとしては初のイタリア賞を受賞。[1]
- 11日 - NET系で東映製作の刑事ドラマ『特別機動捜査隊』が放送開始[1]。1977年3月30日まで足かけ17年続く長寿番組となる。
- 13日 - NHK総合、『海外取材番組』で「民族と文明」が放送開始（ - 12月29日、全12回）。[1]
- 17日 - TBS系、ドラマ『新選組始末記』 放送開始（ - 1962年12月25日。出演:中村竹弥・森光子 ほか）。[1]
- 27日 - TBS系・北海道放送制作で、第16回芸術祭参加作品の単発ドラマ「近鉄金曜劇場『オロロンの島』」を放送。後述の『釜ヶ崎』と共に、第16回芸術祭賞を受賞。[1][26]

11月
- 2日
  - NHK総合、『日米貿易経済合同委員会開会式』を、箱根会議場から中継。[1][27]。
  - 日本テレビ系、第16回芸術祭参加作品の単発カラードラマ『荒野』放送[28]。収録当時、403㎡もあるカラーテレビスタジオ内に、トラック6杯の土を運び込み、畑と流れを作り風雨と洪水まで出すという手間をかけ、カラーVTR収録にて制作された[29][注 6]。
- 5日 - TBS系・朝日放送制作で、第16回芸術祭参加作品の単発ドラマ「ナショナル日曜観劇会『釜ヶ崎』」を放送。前述の『オロロンの島』と共に、第16回芸術祭賞を受賞。[1][26]
- 12日 - 関西テレビ・フジテレビ系、米第7艦隊の演習を取材した、開局3周年記念のドキュメンタリー特別番組『米第7艦隊』放送（フジテレビは遅れネットの23日放送）。[1][30]
- 13日 - NHK総合、池田勇人首相（当時）を迎え、対談による特別番組『総理と語る』放送[31]。これを機に、総理対談の番組が定期化、翌年からはNHKと民放が隔月交代で実施。[1]
- 16日 - 日本テレビ・フジテレビ・NET、3社共同制作番組『憲法論議の焦点』放送。[1]

12月
- 28日 - TBS系で『第3回日本レコード大賞』生中継。大賞はフランク永井の「君恋し」。
- 31日 - NHK総合、『第12回NHK紅白歌合戦』放送。

## その他テレビに関する話題
- 1月8日 - NHK広島教育テレビジョン放送開始。[1]
- 2月26日 - ラジオ新潟が前日（25日）の定時株主総会で、商号を新潟放送(BSN)に変更することが承認され[32][33]、この日から変更された商号及び略称の使用を開始[注 7][35]。これを皮切りに、地方のラジオ・テレビ兼営局の同様な商号変更が相次ぐ。
- 4月1日
  - ラジオ大分が大分放送(OBS)に商号を変更。[1]
  - NHK富山教育テレビジョン放送開始。
- 5月29日 - ラジオ東北が秋田放送(ABS)に商号を変更。[1][36]
- 6月1日 - この日、3社が商号を変更。
  - ラジオ山陰が山陰放送(BSS)に商号を変更。[1]
  - ラジオ山口が山口放送に商号を変更（略称はKRYのまま）。[1]
  - ラジオ熊本が熊本放送に商号を変更（略称はRKKのまま）。[1][37]
- 7月1日 - ラジオ宮崎が宮崎放送(MRT)に商号を変更[1]。同時に社章改定、字体を制定。
- 8月1日
  - TBSが業務用マーク制定。ロゴマークを筆記体  に改める[38]（原案者：今道潤三、制作者：市川景）。電波をモチーフにした筆記体の「TBS」をアレンジしたもので、CI導入の1991年まで長く使用された。
  - NHK高知教育テレビジョン放送開始。

- 9月1日

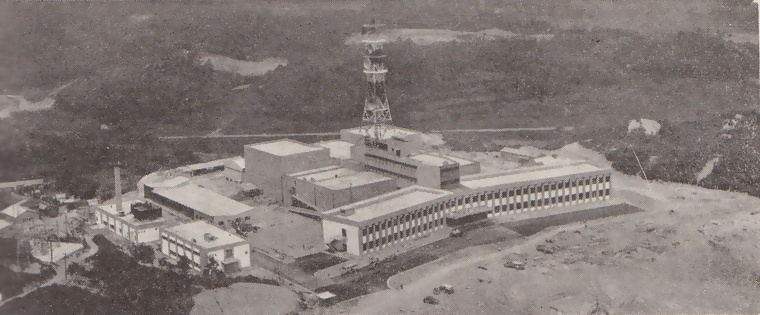
毎日放送、千里丘陵に放送機能移転（9月1日。写真は当時の千里丘放送センター）

  - 毎日放送（MBS）が大阪府吹田市千里丘陵に建設された千里丘スタジオに放送機能を移転（本社は堂島で変わらず。1990年9月に大阪市北区茶屋町の社屋に移転）。[39]
  - ラジオ山梨が山梨放送(YBS)に商号を変更。[1][40]
- 10月1日 - ラジオ南日本が南日本放送に商号を変更（略称はMBCのまま）。[1][41][42]
- 10月7日 - NHK青森教育テレビジョン放送開始。

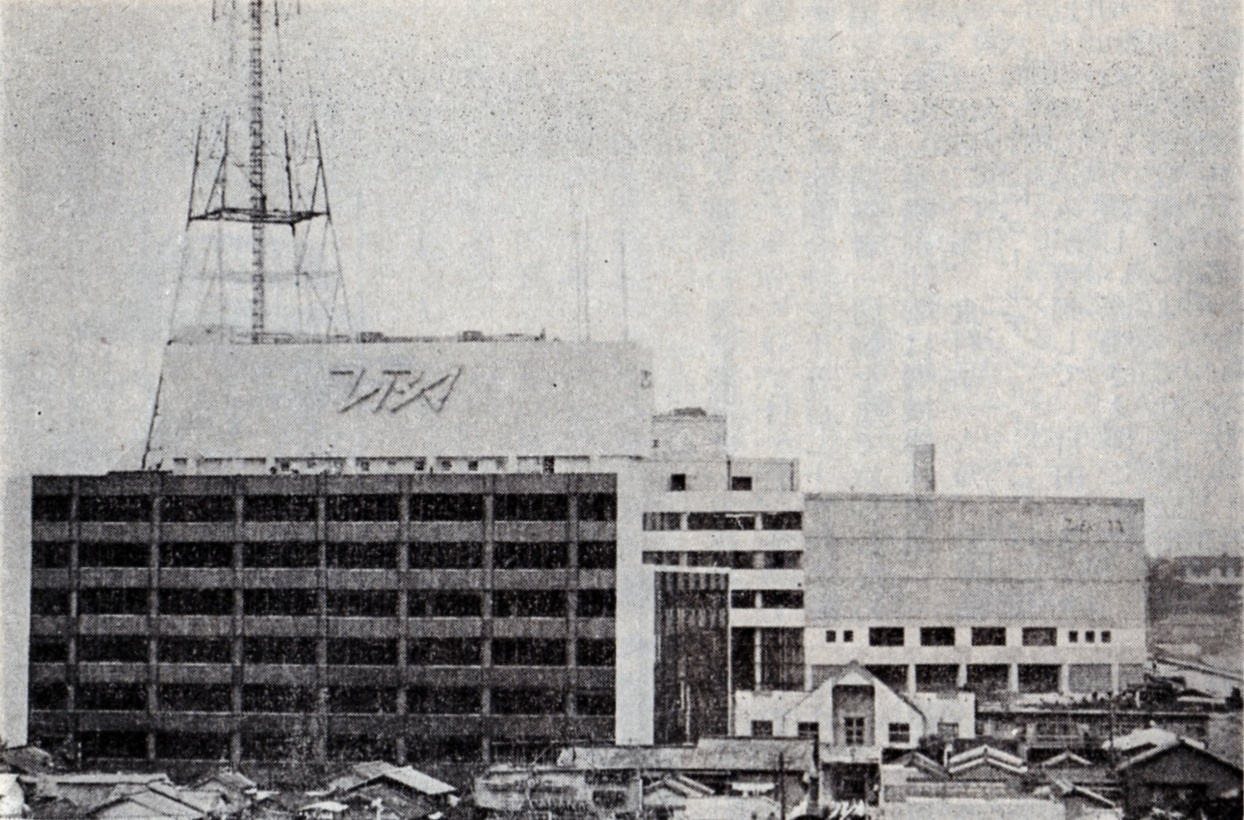
当時のTBS社屋（赤坂メディアビル）

- 10月12日 - TBSが赤坂のテレビスタジオ隣に、本館の本社社屋が完成。ラジオスタジオおよび本社機構が移転する。更に第3次テレビ増設工事も同時に完成。これに伴い、テレビのGスタも完成する。[38]
- 10月28日 - ラジオ青森が青森放送に商号を変更（略称はRABのまま）。[注 8][43]
- 12月1日 - TBSが社名呼称をTBSに統一（公用文等を除き、原則「東京放送」を使用しない）。[38]

## 商号変更
- 2月26日 - ラジオ新潟→新潟放送[注 7][35]
- 4月1日 - ラジオ大分→大分放送[1]
- 5月29日 - ラジオ東北→秋田放送[1][36]
- 6月1日
  - ラジオ山陰→山陰放送[1]
  - ラジオ山口→山口放送[1]
  - ラジオ熊本→熊本放送[1][37]
- 7月1日 - ラジオ宮崎→宮崎放送[1]
- 9月1日 - ラジオ山梨→山梨放送[1][40]
- 10月1日 - ラジオ南日本→南日本放送[1][41][42]
- 10月28日 - ラジオ青森→青森放送[注 8][43]

## 開局・放送開始
- 1月8日 - NHK広島教育テレビジョン[1] - 中国地方初の教育テレビ局
- 4月1日 - NHK富山教育テレビジョン - 北陸地方初の教育テレビ局
- 8月1日 - NHK高知教育テレビジョン - 四国地方初の教育テレビ局
- 10月7日 - NHK青森教育テレビジョン

## テレビ番組

### テレビドラマ
NHK
- 連続テレビ小説 娘と私（原作：獅子文六） ※第1作
- 青年
- 若い季節（主演：淡路恵子）

日本テレビ系
- 教授と次男坊（10月23日開始、第7話（12月4日）よりカラー化）（主演：有島一郎、坂本九）
- 人生の四季
- 武田ロマン劇場
- 荒野（カラー、11月2日放送）- 第16回芸術祭参加作品 [28]

TBS系
- 七人の刑事
- ナショナル劇場 青年の樹
- 月曜日の男
- 咲子さんちょっと
- 新選組始末記
- モウモウ湯繁盛記（朝日放送。主演：横山エンタツ）
- 釜ヶ崎（朝日放送「ナショナル日曜観劇会」枠 11月5日放送）- 第16回芸術祭賞受賞[注 9]
- オロロンの島（朝日放送「近鉄金曜劇場」枠 北海道放送制作 10月27日放送）- 第16回芸術祭賞受賞[注 9]

フジテレビ系
- ゼロの焦点
- 検事
- シャープ火曜（→月曜）劇場

NETテレビ系
- 特別機動捜査隊

### 子供向けドラマ
NHK
- ふしぎな少年（主演：太田博之）

日本テレビ系
- 忍者シリーズ - 日本テレビ初の牛乳石鹸共進社一社提供番組にして、唯一のドラマ。
- うちの奥さん 隣のママさん（読売テレビ。主演：リンダ・ビーチ）

TBS系
- スチャラカ社員（朝日放送。主演：中田ダイマル・ラケット）
- アチャコのどっこい御用だ（朝日放送。主演：花菱アチャコ）
- ロボッタン

フジテレビ系
- 負けるな!ビンちゃん（関西テレビ。主演：楠トシエ）
- 三太物語

NETテレビ系
- 紅孔雀

### 特撮番組
- 恐怖のミイラ (日本テレビ)
- 少年発明王 (フジテレビ)
- 少年ケニヤ (NETテレビ)
- ミステリー・ゾーン（TBS） - 海外作品
- スーパーカー（日本テレビ） - 海外作品

### バラエティ番組
- 夢であいましょう（NHK総合）
- できるでショウか（日本テレビ）
- シャボン玉ホリデー（カラー）（日本テレビ） - 第1期
- 笑えば天国（フジテレビ）
- タワーバラエティ（フジテレビ）
- 日曜演芸会（NETテレビ）
- 夏休み映画大会→東映まんが→夏休み映画劇場→夏休みちびっこ劇場→【枠名無し】→夏休みまんが大会（NETテレビ） - 関東ローカル。夏休み朝のアニメ・ドラマ再放送枠

### クイズ番組
- ナショナルプライスクイズ ズバリ!当てましょう（フジテレビ）
- 当てましょう買いまショウ（中部日本放送）

### 音楽番組
- みんなのうた（NHK）
- うたのえほん（NHK総合）
- おんがく特急列車（NHK総合）
- 花椿ショウ あなたとよしえ（カラー）（日本テレビ）[44]
- ハロー!ミスターミュージック（カラー）（日本テレビ）[44]
- サンテンラッキーセブンショー（TBS）
- 歌まねXさん（TBS）
- 平凡 歌のバースデーショー（フジテレビ）- 第1期
- キンカン素人民謡名人戦（フジテレビ）
- ザ・ビッグショウ（フジテレビ）

### 報道・情報番組
- 大阪株式市況（毎日放送）

### 教養・ドキュメンタリー番組
- 魔法のじゅうたん（NHK総合）
- ものしり博士（NHK総合）
- おとうさんの手品（NHK総合）
- 科学時代（NHK総合）
- 世界さまざま（カラー）（NHK総合）[45]
- はたらくおじさん（NHK教育）
- 良太の村（NHK教育）
- さんすう1ねん（NHK教育）
- さんすう2ねん（NHK教育）
- 技術・家庭（NHK教育）
- テレビ実験室（カラー）（NHK教育）

### 体操（エクササイズ）番組
- テレビとともにやせましょう（読売テレビ）[注 10][46]

### 既存番組のカラー化
- 宮中参賀（日本テレビ) - この年から（この年は1月2日）[6]
- 大相撲本場所中継（日本テレビ) - 1月8日から、蔵前国技館からの中継のみ。[1][6]
- ジェスチャー（NHK総合）- 4月3日放送分より[47]
- それは私です（NHK総合）- 4月5日放送分より[48]